# Agallia frisia
Agallia frisia är en insektsart som beskrevs av Wagner 1939. Agallia frisia ingår i släktet Agallia och familjen dvärgstritar. Inga underarter finns listade i Catalogue of Life.